# Biblioteca Pública del Estado (Ávila)
La Biblioteca Pública del Estado en Ávila es una biblioteca pública española, gestionada por la Junta de Castilla y León desde el año 1987, de acuerdo con el Convenio de Gestión establecido entre el Ministerio de Cultura y la Comunidad Autónoma.

## Edificio
La actual Biblioteca, cuyos orígenes se remontan a finales del siglo XIX, ocupa un edificio de nueva planta frente a la puerta norte de la Catedral del Salvador de Ávila,  al que se accede a través de un amplio patio, franqueado por un arco de estilo Fruchel coronado con el escudo episcopal, que indica que los terrenos sobre los que ahora está edificada fueron en su día sede de la iglesia y durante trescientos años de la Compañía de Jesús hasta que se estableció el Palacio Episcopal a finales del XVIII o Palacio del Rey Niño En el mismo patio de la Biblioteca se conserva el único edificio civil abulense del siglo XIII del que nos han llegado restos, denominado “Episcopio”.
El actual edificio, construido en 1964 por Francisco Pons Sorolla, incorpora en la fachada algunos de los restos encontrados durante la realización de las obras, y se adapta en 1999 a las nuevas necesidades a través de una moderna rehabilitación interior a cargo del arquitecto Luis Arranz.

## Servicios y actividades
La Carta de Servicios al Ciudadano de la Biblioteca Pública de Ávila establece que esta ofrece sus servicios y sus recursos, en igualdad de oportunidades y sin discriminación por causa alguna, a todas las personas, colectivos y entidades que los soliciten; sus servicios fundamentales son:
- Préstamo personal o colectivo de libros, libros electrónicos, revistas, audiovisuales y recursos digitales: el préstamo es libre y gratuito, sólo se necesita estar en posesión de la tarjeta de usuario. Renovaciones y reservas web.
- Internet y ofimática: dispone de ordenadores para consultar Internet o utilizar programas de ofimática (Open Office). Para utilizar este servicio es necesario disponer de la tarjeta de usuario, y acceder con el n.º de lector y la contraseña facilitada por la biblioteca.
- Información y referencia: una sección creada para orientar al usuario y resolver sus necesidades informativas.
- Información local: el fondo local reúne, conserva y difunde la información sobre Ávila y los autores abulenses.
- Propuestas de compra.

Sus principales actividades son: clubes de lectura; formación de adultos y jóvenes, talleres; visitas de centros escolares e institutos, exposiciones de arte contemporáneo y bibliográficas; debates; conciertos, ciclos de cine, representaciones teatrales, conferencias, presentaciones de libros.

## Galería

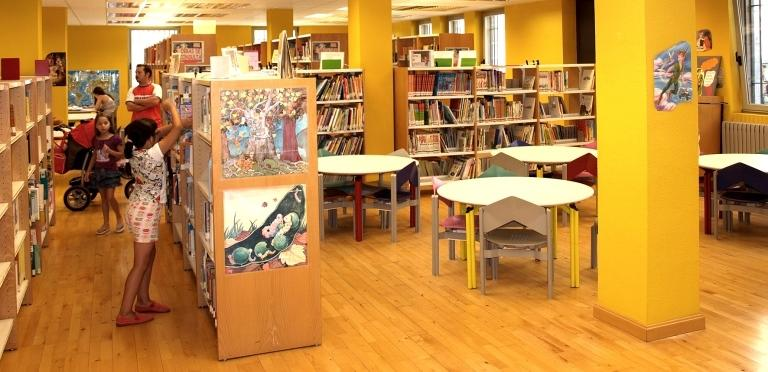
Infantil
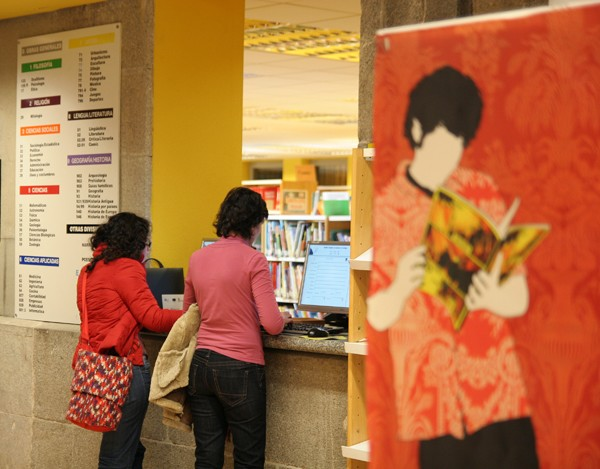
Préstamo adultos
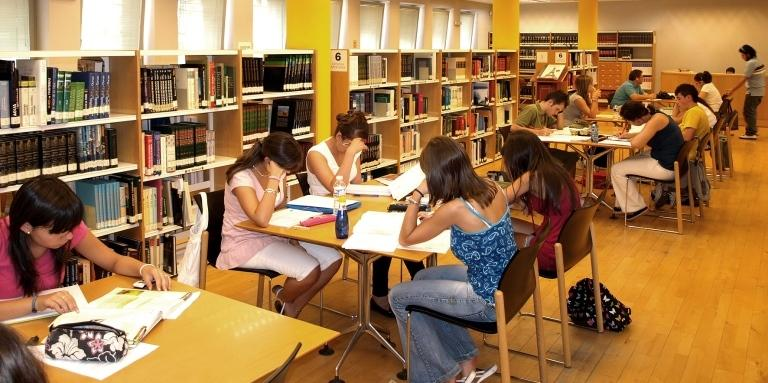
Sala
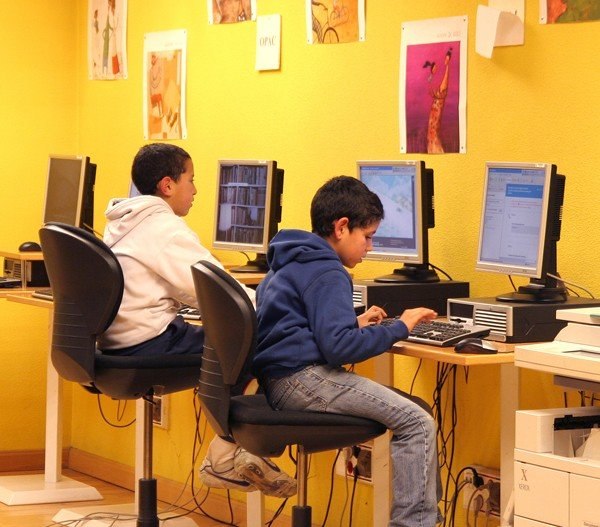
Internet infantil